# Greger Andersson
Per Greger Andersson, född den 6 augusti 1952 i Stehags församling, Malmöhus län, död 28 december 2012 i Åkarp, Burlövs församling, Malmöhus län, var professor i musikvetenskap vid Lunds universitet. 

## Biografi
Greger Andersson växte upp i Kristianstad, där han spelade blåsinstrument i olika ungdomsorkestrar. 
Efter skolgången började han studera vid Lunds universitet, där han avlade filosofie kandidatexamen i ämnena musikvetenskap, konstvetenskap och teoretisk filosofi. Han disputerade år 1982 vid Uppsala universitet på en avhandling om framväxten av de civila blåsmusikkårerna under 1800-talets senare hälft. Under sin tid i Uppsala grundade han Norrlands nations salongsorkester år 1986, och var också mycket aktiv i Norrlands nations övriga musikverksamhet.
Andersson var professor i musikvetenskap i Lund från 1996 fram till sin död, och hans forskning var huvudsakligen ägnad svensk och nordisk musikhistoria ur olika perspektiv. År 2005 tog han initiativet till Ljudmiljöcentrum vid Lunds universitet.
Greger Andersson utnämndes 1997 till ledamot nr 916 av Kungliga Musikaliska Akademien, och han var även ledamot av Kungliga Vitterhetsakademien och Societas Ad Sciendum. Andersson är gravsatt på Burlövs gamla kyrkogård.

## Forskning
- De skånska godsen som musikmiljöer
- Musikliv i Europa, 1600–1900. Rörlighet, institutioner, representation
- Östersjöområdet som musikaliskt landskap